# 2021 RV209
2021 RV209 est un objet du disque des objets épars découvert en 2021, mais identifié sur des photos datant de 2000.

## Caractéristiques
Le diamètre de 2021 RV209 est estimé à environ 250 kilomètres.